# Dermidio de María
Dermidio de María Navarrete (Montevideo, 10 de enero de 1836 - 25 de abril de 1920) fue un escritor y periodista uruguayo, que utilizaba con frecuencia el seudónimo Fénix o Dr. Fénix.

## Biografía
Sus padres fueron Isidoro de María y Sinforosa Navarrete Artigas. Casado con Gregoria de Tezanos García. Se trasladó con su familia a Gualeguaychú, Entre Ríos en 1856 para luego radicarse en Mercedes, Río Negro.
Fundó el periódico Río Negro en Mercedes en 1857.
También publicó en el periódico El Siglo y en otras publicaciones del Río de la Plata.